# 웨스트 켄징턴역
웨스트 켄징턴(영어: West Kensington) 역은 런던의 웨스트 켄징턴에 위치한 런던 지하철 디스트릭트 선(District line) 역이다. 이 역은 웨스트 크롬웰 로(West Cromwell Road)/탈가트 로(Talgarth Road, A4)와의 교차점과 가까운 노스엔드 로(North End Road, B317)에 위치하고 있다.
이 역은 얼스 코트 역(Earl's Court)과 배런즈 코트 역(Barons Court) 사이에 위치하며, 트래블카드 2구역에 속해 있다.

## 역사
이 역은 디스트릭트 철도(DR, 현재의 디스트릭트 선)에서 얼스 코트(Earl's Court)~해머스미스(Hammersmit)간 연장선 개통과 함께 1874년 9월 9일에 개업했으며, 당시 명칭은 '노스 엔드(풀럼)/North End (Fulham)'이었다. 당시 서쪽 다음역은 해머스미스였다. - 배런즈 코트(Barons Court) 역은 1905년까지 열리지 않았다. 1877년에 현재의 웨스트 켄징턴으로 개명되었다.
1878년 5월 5일, 미들랜드 철도(Midland Railway)는 세인트판크라스 역에서 크리클우드(Cricklewood)와 사우스 액트(South Acton)를 통해 얼스 코트 역까지 이르는 "초외부 순환선(Super Outer Circle)"로 알려진 순환 운행을 시작했다. 이는 현재 NLR의 현재 사용되지 않는 연결과 런던 & 사우스 웨스턴 철도(London South Western Railway)의 리치먼드 지선(현재는 디스트릭트 선의 일부)을 통해 운영되었다. 이 서비스는 성공하지 못했으며 1880년 9월 30일에 폐지되었다.
입구 건물은 1927년에 재건되었다. 찰스 홀든(Charles Holden)의 설계는 1926년에 개통한 모던 연장선을 위해 사용된 것과 비슷한 재료와 마감재를 사용한다.

## 배차 간격
비혼잡 시간대 기준 배차 간격은 아래와 같다.
- 시간당 6대 : 일링 브로드웨이 행
- 시간당 6대 : 리치먼드 행
- 시간당 12대 : 업민스터 행

## 연결 교통
런던 버스 28번, 391번 노선과, N28번 심야 노선이 이 역을 지난다.

## 인접한 역
| 디스트릭트 선                             | 디스트릭트 선 | 디스트릭트 선                                |
| ----------------------------------------- | ------------- | -------------------------------------------- |
| 배런즈 코트 리치먼드/일링 브로드웨이 방면 | 디스트릭트 선 | 얼스 코트 업민스터/하이 스트리트 켄징턴 방면 |